# Tawe
Tawe (ang. River Tawe, wal. Afon Tawe) – rzeka w południowej Walii, na terenie hrabstw Powys, Neath Port Talbot i Swansea. Długość rzeki wynosi 48 km, a powierzchnia jej dorzecza – 272 km².
Źródło rzeki znajduje się u wschodniego podnóża szczytu Fan Brycheiniog, w paśmie górskim Black Mountain, na terenie parku narodowego Brecon Beacons, na wysokości 590 m n.p.m. Rzeka płynie w kierunku południowo-zachodnim, dnem doliny Swansea Valley. Uchodzi do zatoki Swansea Bay, na Kanale Bristolskim.
Dolny i środkowy odcinek rzeki jest na znacznej długości zabudowany. Nad ujściem położone jest miasto Swansea. Inne większe miejscowości nad rzeką to Clydach, Pontardawe, Ystalyfera i Ystradgynlais. W przeszłości dolina rzeki stanowiła ośrodek przemysłu metalurgicznego i wydobywczego (produkcja węgla). Górny bieg rzeki przebiega przez słabo zaludnione tereny wykorzystywane głównie do wypasu owiec.
Główne dopływy rzeki to Twrch (ujście koło Ystalyfera), Upper Clydach (koło Pontardawe) i Lower Clydach (koło Clydach).